# 新SDガンダム外伝 ナイトガンダム物語 (ゲームボーイ)
『新SDガンダム外伝 ナイトガンダム物語』（しんエスディーガンダムがいでん ナイトガンダムストーリー）は、1994年9月9日に日本のバンダイから発売されたゲームボーイ用アクションロールプレイングゲーム。
同社の『SDガンダムシリーズ』の1作。騎士ガンダムシリーズのカードダス『新SDガンダム外伝 ナイトガンダム物語』を題材としている。 主人公のゼロガンダムを操作し、主人公を謀略によって陥れた三人の伝承候補者を倒す事が目的。ゲームシステムは任天堂のディスクシステム用ソフト『ゼルダの伝説』（1986年）やスクウェアのゲームボーイ用ソフト『聖剣伝説 〜ファイナルファンタジー外伝〜』（1991年）に類似したものとなっている。
開発はピー・ソフトハウスが行い、プロデューサーは後にPlayStationおよびセガサターン用ソフト『ドラゴンボールZ 偉大なるドラゴンボール伝説』（1996年）を手掛けた稲垣浩文、ディレクターはユタカのファミリーコンピュータ用ソフト『うしおととら 深淵の大妖』（1993年）を手掛けた武藤仁、ゲーム・デザインはホット・ビィのファミリーコンピュータ用ソフト『オーバーホライゾン』（1991年）を手掛けた宮城嘉樹が担当している。

## ゲーム内容
ゼロガンダムは敵を倒すことで得られる経験値によってレベルアップし成長する。レベルアップするとライフが全回復し、敵の攻撃に対する耐久力が上昇する。また、一定レベルに達すると武器による攻撃力も上昇する。
アイテムは「カード」として扱われ、サブ画面で装備しているカードを選択・交換する。カードには「アイテム・カードダス」と「サブアイテム・カードダス」の二種類が存在し、サブアイテムカードは13枚まで持つ事ができる。カードの入手は敵や販売機から。
伝承候補者との戦いは機兵によって行われる。候補者を倒すと雷龍剣の伝承技を習得することが可能になる。
ゲームの保存はパスワード方式。

## ストーリー
伝承候補者たちの謀略によって遭難し、記憶を失ったゼロガンダムが、リードソードとスペリオルドラゴンの導きによって旅をする内容になっている。物語は三人の伝承候補者を倒し、ルナツー工房でバイスガンダムと決着を付けた後、幻魔皇帝アサルトバスターを追って旅を続けるところで終わる。本編に登場する一部の登場人物は登場しないか、演出のみになっている。

## スタッフ
- プロデューサー：稲垣浩文
- ディレクター：武藤仁
- ゲーム・デザイナー：MIYA: YOSHI（宮城嘉樹）
- グラフィック・デザイナー：MIYA: YOSHI（宮城嘉樹）、SIMO P
- メイン・プログラマー：畠山慶輝
- カード・プログラム：Y.TAKAHASHI
- デモ・プログラム：小住剛
- エネミー・プログラム：島貫真美
- 音楽：J.SAITO

## 評価
ゲーム誌『ファミコン通信』の「クロスレビュー」では、6・4・6・5の合計21点（満40点）、『ファミリーコンピュータMagazine』の読者投票による「ゲーム通信簿」での評価は以下の通りとなっており、21.8点（満30点）となっている。
| 項目 | キャラクタ | 音楽 | お買得度 | 操作性 | 熱中度 | オリジナリティ | 総合 |
| 得点 | 3.9        | 3.5  | 3.5      | 3.5    | 3.7    | 3.6            | 21.8 |